# Alberta Watson
Alberta Watson, nome completo Faith Susan Alberta Watson (Toronto, 6 marzo 1955 – Toronto, 21 marzo 2015), è stata un'attrice canadese.

## Biografia
Alberta Watson ha iniziato sin da giovane a recitare assieme ad un gruppo teatrale locale finché ha iniziato una vera e propria carriera alla giovane età di 19 anni.  Già all'età di 23 anni, nel 1978, ha ricevuto una candidatura per il premio Genie per il miglior ruolo coprotagonista nel film Donna è meraviglia (In Praise of Older Women).  In seguito si spostò negli Stati Uniti dove lavorò contemporaneamente sia a Los Angeles che a New York per parecchi anni, ma nel 1990 fece ritorno a Toronto e sin da allora Alberta ha fatto di quella città la sua casa.
Muore a Toronto il 21 marzo 2015 all'età di 60 anni a causa di un cancro contro cui lottava da molti anni. A dare per primo la notizia, con un breve messaggio su Twitter, è il regista e produttore maltese-canadese Jon Cassar.

### Carriera
Uno dei suoi primi ruoli da professionista fu nel film tv della CBC Honor thy father che giunse per lei alla giovane età di 19 anni. In seguito prese parte a numerosi ruoli televisivi e commerciali tra cui The price & me, Hackers, Gotti, The sweet hereafter, 24 ed il ruolo di Madeline nella serie tv canadese Nikita.  Alberta ha sempre preferito però ruoli in produzioni canadesi.  Alberta è anche nota per le sue interpretazioni in Spanking the monkey, Hedwig and the angry inch, The wild dogs, after the harvest, Deeply, Shoemaker, Choice: The Henry Morgentaler story ed in Chasing Cain ed il recente Show Me Yours.

## Filmografia

### Cinema
- Il gioco del potere (Power Play), regia di Martyn Burke (1978)
- Donna è meraviglia (In Praise of Older Women), regia di George Kaczender (1978)
- Squilli di sangue (Stone Cold Dead), regia di George Mendeluk (1979)
- Exposure, regia di Angelo Stea - cortometraggio (1979)
- Ultimo rifugio: Antartide (Fukkatsu no hi), regia di Kinji Fukasaku (1980)
- Diabolico imbroglio (Dirty Tricks), regia di Alvin Rakoff (1981)
- Black Mirror, regia di Pierre-Alain Jolivet (1981)
- Executor (The Soldier), regia di James Glickenhaus (1982)
- La fortezza (The Keep), regia di Michael Mann (1983)
- Best Revenge, regia di John Trent (1984)
- L'occhio del terrore (White of the Eye), regia di Donald Cammell (1987)
- Destiny to Order, regia di Jim Purdy (1989)
- Omicidio incrociato (The Hitman), regia di Aaron Norris (1991)
- Zebrahead, regia di Anthony Drazan (1992)
- Spanking the Monkey, regia di David O. Russell (1994)
- What's His Face, regia di Scott Beveridge - cortometraggio (1995)
- Hackers, regia di Iain Softley (1995)
- Shoemaker, regia di Colleen Murphy (1996)
- Sweet Angel Mine, regia di Curtis Radclyffe (1996)
- Il dolce domani (The Sweet Hereafter), regia di Atom Egoyan (1997)
- Il seme del dubbio (Seeds of Doubt), regia di Peter Foldy (1998)
- The Life Before This, regia di Jerry Ciccoritti (1999)
- Desire, regia di Colleen Murphy (2000)
- Deeply, regia di Sheri Elwood (2000)
- Hedwig - La diva con qualcosa in più (Hedwig and the Angry Inch), regia di John Cameron Mitchell (2001)
- Tart - Sesso, droga e... college (Tart), regia di Christina Wayne (2001)
- The Art of Woo, regia di Helen Lee (2001)
- The Wild Dogs, regia di Thom Fitzgerald (2002)
- Un principe tutto mio (The Prince & Me), regia di Martha Coolidge (2004)
- My Brother's Keeper, regia di Jordan Barker (2004)
- Irish Eyes - Vendetta di sangue (Irish Eyes), regia di Daniel McCarthy (2004)
- Some Things That Stay, regia di Gail Harvey (2004)
- Citizen Duane, regia di Michael Mabbott (2006)
- Away from Her - Lontano da lei (Away from Her), regia di Sarah Polley (2006)
- A Lobster Tale, regia di Adam Massey (2006)
- Sguardo nel vuoto (The Lookout), regia di Scott Frank (2007)
- Growing Op, regia di Michael Melski (2008)
- Helen, regia di Sandra Nettelbeck (2009)

### Televisione
- King of Kensington – serie TV, episodio 5x19 (1980)
- War Brides, regia di Martin Lavut – film TV (1980)
- Passengers, regia di Vic Sarin – film TV (1980)
- I Am a Hotel, regia di Allan F. Nicholls – film TV (1983)
- Hill Street giorno e notte (Hill Street Blues) – serie TV, episodio 5x08 (1984)
- I viaggiatori delle tenebre (The Hitchhiker) – serie TV, episodio 2x02 (1984)
- Assassinio nello spazio (Murder in Space), regia di Steven Hilliard Stern – film TV (1985)
- Kane & Abel – miniserie TV, episodi 1x01-1x02 (1985)
- Fortune Dane – serie TV, episodio 1x01 (1986)
- Donne di valore (Women of Valor), regia di Buzz Kulik – film TV (1986)
- Buck James – serie TV, 19 episodi (1987-1988)
- Red Earth, White Earth, regia di David Greene – film TV (1989)
- Un giustiziere a New York (The Equalizer) – serie TV, episodi 1x08-4x18 (1985-1989)
- Shannon's Deal, regia di Lewis Teague – film TV (1989)
- Street Legal – serie TV, episodi 1x06-4x02 (1987-1989)
- Medico alle Hawaii (Island Son) – serie TV, episodio 1x18 (1990)
- Grand – serie TV, episodio 2x04 (1990)
- Law & Order - I due volti della giustizia (Law & Order) – serie TV, episodi 2x11-3x01 (1991-1992)
- Medicine pericolose (Relentless: Mind of a Killer), regia di John Patterson – film TV (1993)
- Matrix – serie TV, episodio 1x10 (1993)
- Gioco al massacro (Jonathan Stone: Threat of Innocence), regia di Michael Switzer – film TV (1994)
- Oltre i limiti (The Outer Limits) – serie TV, episodio 1x19 (1995)
- Un bambino in trappola (A Child Is Missing), regia di John Power – film TV (1995)
- Gotti (Gotti: The Rise and Fall of a Real Life Mafia Don), regia di Robert Harmon – film TV (1996)
- Giant Mine, regia di Penelope Buitenhuis – film TV (1996)
- La ragazza della porta accanto (The Girl Next Door), regia di Eric Till – film TV (1998)
- Soul Food – serie TV, episodio 1x02 (2000)
- Nikita (La Femme Nikita) – serie TV, 89 episodi (1997-2001)
- After the Harvest, regia di Jeremy Podeswa – film TV (2001)
- Chasing Cain, regia di Jerry Ciccoritti – film TV (2001)
- Quando il perdono è una condanna (Guilt by Association), regia di Graeme Campbell – film TV (2002)
- Chasing Cain II: Face, regia di Jerry Ciccoritti – film TV (2002)
- The Risen, regia di Jeff Beesley – film TV (2003)
- Missing (1-800-Missing) – serie TV, episodio 1x01 (2003)
- Puppets Who Kill – serie TV, episodio 2x01 (2004)
- The Newsroom – serie TV, 4 episodi (2004)
- Show Me Yours – serie TV, 8 episodi (2004)
- Choice: The Henry Morgentaler Story, regia di John L'Ecuyer – film TV (2005)
- 24 – serie TV, 13 episodi (2004-2005)
- Un delitto da milioni di dollari (Murder in the Hamptons), regia di Jerry Ciccoritti – film TV (2005)
- At the Hotel – serie TV, 4 episodi (2006)
- Angela's Eyes – serie TV, 6 episodi (2006)
- The Border – serie TV, 10 episodi (2008)
- Heartland – serie TV, episodio 4x05 (2010)
- Nikita – serie TV, 9 episodi (2011-2012)

## Discografia
- Sailor's Song, 1978, canzone cantata da Alberta Watson nel film Donna è meraviglia.

## Premi e candidature

### Gemini Awards
- 2005 - candidata come miglior attrice coprotagonista in ruolo drammatico: Choice: The Henry Morgentaler Story
- 2003 - candidata come miglior attrice protagonista in ruolo drammatico: Chasing Cain: Face
- 2001 - candidata come miglior attrice protagonista in ruolo drammatico: After the Harvest
- 1998 - candidata come miglior attrice coprotagonista in ruolo drammatico: Nikita

### Genie Awards
- 1997 - Nominata come miglior attrice protagonista: Shoemaker

### National Board of Review USA
- 1997 - vinto miglior attrice: The Sweet Herafter